# Torneo masculino de hockey sobre césped en los Juegos Olímpicos de Barcelona 1992
El torneo masculino de hockey sobre hierba en los Juegos Olímpicos de Barcelona 1992 se llevó a cabo en el Estadio Olímpico de Tarrasa del 26 de julio al 8 de agosto de 1992.

## Clasificación
| Competición              | Fecha                                   | Sede                  | Plazas | Equipos clasificados                                            |
| ------------------------ | --------------------------------------- | --------------------- | ------ | --------------------------------------------------------------- |
| País anfitrión           | –                                       | –                     | 1      | España                                                          |
| Juegos Olímpicos de 1988 | 18 de septiembre - 1 de octubre de 1988 | Seúl ( Corea del Sur) | 1      | Reino Unido                                                     |
| Mundial de Hockey 1990   | 12 - 23 de febrero de 1990              | Lahore ( Pakistán)    | 1      | Países Bajos                                                    |
| Juegos Asiáticos         | 23 de septiembre– 5 de octubre de 1990  | Beijing ( China)      | 1      | Pakistán                                                        |
| Juegos Panamericanos     | 3 – 15 de agosto de 1991                | La Habana · ( Cuba)   | 1      | Argentina                                                       |
| Campeonato Europeo       | 12 - 23 de junio de 1991                | París ( Francia)      | 1      | Alemania                                                        |
| Copa de Oceanía          | 15 – 23 de junio de 1991                | varios                | 1      | Australia                                                       |
| Juegos Panafricanos      | 20 de septiembre – 1 de octubre de 1991 | El Cairo · ( Egipto)  | 1      | Egipto                                                          |
| Preolímpico              | 12 - 27 de octubre de 1991              | Barcelona · ( España) | 4      | Nueva Zelanda Comunidad de Estados Independientes India Malasia |
| TOTAL                    |                                         |                       | 12     | 12                                                              |

## Formato de competición
El torneo contó con doce equipos participantes, divididos en dos grupos de seis, jugando en sistema de todos contra todos.
Los dos mejores de cada grupo acceden a un sistema de eliminación directa hasta llegar a la final; los ganadores de cada semifinal se enfrentan para determinar las medallas de oro y plata, mientras que los perdedores juegan un partido definitorio para la medalla de bronce.

## Equipos participantes
| Grupo A           | Grupo B                |
| ----------------- | ---------------------- |
| Alemania (GER)    | Pakistán (PAK)         |
| Australia (AUS)   | Países Bajos (NED)     |
| Reino Unido (GBR) | España (ESP)           |
| India (IND)       | Nueva Zelanda (NZL)    |
| Argentina (ARG)   | Equipo Unificado (CIS) |
| Egipto (EGY)      | Malasia (MAS)          |

## Primera fase[1]
Los primeros dos equipos de cada grupo alcanzan las semifinales.

### Grupo A
| Equipo            | J | G | E | P | GF | GC | DG  | PTS |
| ----------------- | - | - | - | - | -- | -- | --- | --- |
| Australia (AUS)   | 5 | 4 | 1 | 0 | 20 | 2  | +18 | 9   |
| Alemania (GER)    | 5 | 4 | 1 | 0 | 16 | 4  | +12 | 9   |
| Reino Unido (GBR) | 5 | 3 | 0 | 2 | 1  | 10 | -3  | 6   |
| India (IND)       | 5 | 2 | 0 | 3 | 4  | 8  | -4  | 4   |
| Argentina (ARG)   | 5 | 1 | 0 | 4 | 3  | 12 | -9  | 3   |
| Egipto (EGY)      | 5 | 0 | 0 | 5 | 4  | 18 | -14 | 0   |

### Grupo B
| Equipo                 | J | G | E | P | GF | GC | DG  | PTS |
| ---------------------- | - | - | - | - | -- | -- | --- | --- |
| Pakistán (PAK)         | 5 | 5 | 0 | 0 | 20 | 6  | +14 | 10  |
| Países Bajos (NED)     | 5 | 4 | 0 | 1 | 20 | 10 | +10 | 8   |
| España (GBR)           | 5 | 3 | 0 | 2 | 15 | 11 | ̟4   | 6   |
| Nueva Zelanda (NZL)    | 5 | 1 | 0 | 4 | 8  | 11 | -4  | 2   |
| Equipo Unificado (CIS) | 5 | 1 | 0 | 4 | 11 | 21 | -10 | 2   |
| Malasia (MAS)          | 5 | 1 | 0 | 4 | 9  | 24 | -15 | 2   |

## Fase final[1]
|  | Semifinales  | Semifinales |          |           | Final        | Final        |  |
|  | 5 de agosto  | 5 de agosto |          |           | 8 de agosto  | 8 de agosto  |  |
|  |              |             |          |           |              |              |  |
|  |              |             |          |           |              |              |  |
|  | Australia    | 3           |          |           |              |              |  |
|  | Australia    | 3           |          |           |              |              |  |
|  | Países Bajos | 2           |          |           |              |              |  |
|  | Países Bajos | 2           |          | Australia | 1            |              |  |
|  |              |             |          | Australia | 1            |              |  |
|  |              |             | Alemania | 2         |              |              |  |
|  | Alemania     | 2           | Alemania | 2         |              |              |  |
|  | Alemania     | 2           |          |           |              |              |  |
|  | Pakistán     | 1           |          |           | Tercer lugar | Tercer lugar |  |
|  | Pakistán     | 1           |          |           | Tercer lugar | Tercer lugar |  |
|  |              |             |          |           |              |              |  |
|  |              |             |          |           | Países Bajos | 3            |  |
|  |              |             |          |           | Países Bajos | 3            |  |
|  |              |             |          |           | Pakistán     | 4            |  |
|  |              |             |          |           | Pakistán     | 4            |  |
|  |              |             |          |           |              |              |  |

## Medallero[3]
| Evento           | Oro | Plata | Bronce |
| ---------------- | --- | --- | --- |
| Torneo masculino | Alemania (GER) Michael Knauth Christopher Reitz Carsten Fischer Jan-Peter Tewes Volker Fried Klaus Michler Andreas Keller Michael Metz Christian Blunck Sven Meinhardt Michael Hilgers Andreas Becker Stefan Saliger Stefan Tewes Christian Mayerhöfer Oliver Kurtz | Australia (AUS) John Bestall Warren Birmingham Lee Bodimeade Ashley Carey Gregory Corbitt Stephen Davies Damon Diletti Lachlan Dreher Lachlan Elmer Dean Evans Paul Lewis Graham Reid Jay Stacy Michael York David Wansbrough Ken Wark | Pakistán (PAK) Tahir Zaman Rana Mujahid Ali Anjum Saeed Muhammad Shahbaz Muhammad Khalid Farhad Hassan Khan Shahid Ali Khan Musaddiq Hussain Muhammad Qamar Ibrahim Khawaja Muhammad Junaid Muhammad Asif Bajwa Khalid Bashir Wasim Feroz Mansoor Ahmad Shahbaz Ahmad Muhammad Akhlaq Ahmad |